# 식목일

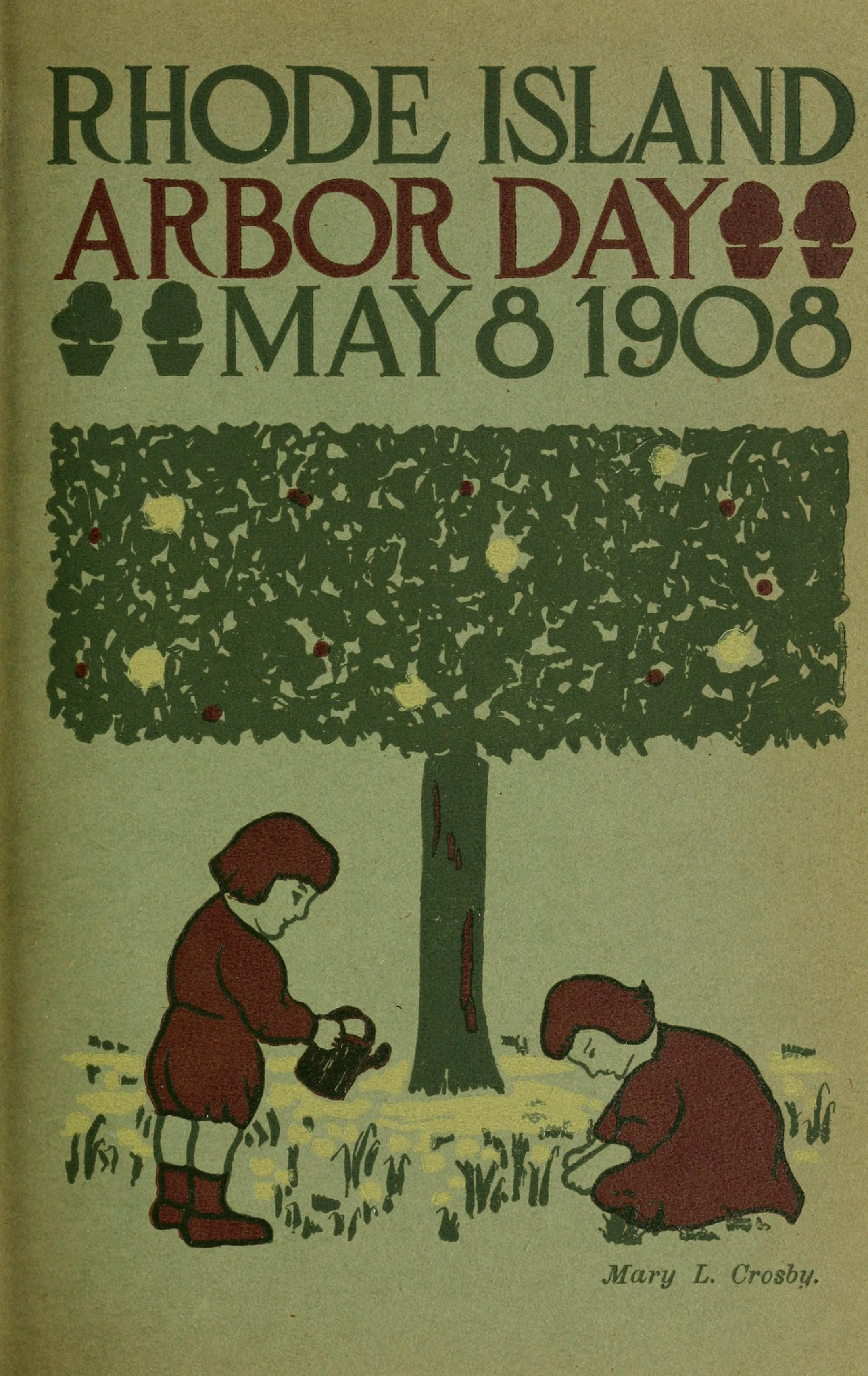

식목일(植木日)은 나무를 아끼고 잘 가꾸도록 권장하기 위하여 지정된 날이다.

## 나라별 식목일

### 미국
식목일의 유래는 멀리 미국으로 거슬러 올라간다. 1872년 4월 10일 미국 네브래스카주에서 제1회 식목 행사가 열렸으며, 그 뒤 식목 운동을 주장한 J. S. 모텅의 생일인 3월 22일을 아버데이(Arbor Day)로 정하여 각종 축제를 벌인 것이 시초로 이후 전 세계적으로 퍼져나갔다.

### 대한민국
식목일은 대한민국의 법정 기념일로 날짜는 매년 4월 5일이다. 1948년 공휴일로 지정되었다가 2005년 마지막 공휴일이었고, 주 5일제 실시로 인해 2006년부터 공휴일에서 폐지되었고 근래에 공휴일 지정에 대한 청원이 계속되고 있다.

## 같이 보기
- 지구의 날
- 녹색의 날
- 세계 물의 날